# Lucius Aurelius Avianius Symmaque
Lucius Aurelius Avianius Symmachus (mort en 376) était un aristocrate de l'Empire romain et père de Quintus Aurelius Symmaque

## Biographie
Membre de la famille patricienne des Symmachii, il était le fils de Marcus Aurelius Valerius Tullianus Symmaque, consul pour 330. 
Il avait une fille et quatre fils, parmi lesquels Celsinus Titianus et le plus influent des Symmachii, l'orateur Quintus Aurelius Symmaque. 
Avianius était un sénateur païen et était membre de plusieurs collèges sacerdotaux, dont les Pontifices Vestae et le quindecimviri sacris faciundi (de 351 à 375).
En janvier 350, il occupait le poste de praefectus annonae;  plus tard dans la décennie, il était vicarius urbis Romae.
En 361, il se rend à Antioche (en Syrie), où il a probablement rencontré Libanius, pour rencontrer l'empereur Constance II, il est probable que le Sénat romain a voulu assurer sa loyauté à l'empereur au pouvoir après avoir reçu une lettre de Julien, cousin et césar de Constance, qui venait d'être proclamé empereur par ses troupes.  Sur le chemin du retour, Symmachus et son collègue Valerius Maximus ont voyagé à travers Nassus, où ils ont été reçus par Julien avec tous les honneurs.
D'avril 364 à mars 365, il a occupé le poste de Préfet de Rome, sous le règne de Valentinien Ier. En tant que préfet, il a restauré les anciens pont Agrippae sur le Tibre (à la place du Pont Sisto moderne), qui  prit le nom de pont Valentiniani, Symmaque a même payé pour une célébration publique somptueuse pour l'inauguration de ce pont.
Ammianus Marcellinus a une opinion flatteuse de son mandat.
Sa maison était sur le côté droit du Tibre, à Trastevere, et a été incendiée par la plèbe lors d'une émeute en 367.
Selon l'histoire racontée par Ammianus, l'émeute est née d'une rumeur, diffusée par un membre de la plèbe, selon laquelle Symmaque, au cours de sa préfecture, aurait dit « qu'il préférerait éteindre les chaux avec son propre vin, plutôt que de vendre  la chaux au prix attendu de lui »,
oubliant la prospérité atteinte pendant le bureau de Symmaque, la plèbe enragée a brûlé sa maison.
Symmaque a quitté la ville à la suite de cette infraction causée par «l'envie», qu'il a tenté de guérir en écrivant une œuvre littéraire. Après un certain temps, cependant, la plèbe a changé d'avis et a commencé à soutenir Symmaque, demandant même une punition des contrevenants. Symmaque retourna à Rome à la demande du Sénat romain qu'il remercia le 1er janvier 376, les sénateurs, même les chrétiens le proposèrent à l'empereur Gratien comme consul et préfet prétorien pour l'année 377.
Avianius Symmachus est décédé en 376, en tant que consul élu. L'année suivante, sa mémoire est honorée d'une statue dorée, érigée par décret impérial à la demande du Sénat, le 29 avril 377.

## Autres